# Herb Limerick

Herb Limerick

Herb Limerick przedstawia w czerwonej XIV-wiecznej tarczy herbowej srebrny zamek z dwiema wieżami i otwartą bramą. Wokół tarczy herbowej umieszczona jest dewiza w języku łacińskim: Urbs Antiqua Fuit Studiisque Asperrima Belli (w wolnym tłumaczeniu: „Antyczne miasto bardzo doświadczone w sztuce wojennej”).
Tradycyjny herb miasta używany jest co najmniej od XVII wieku.
Miasto aż do maja 2009 nie miało oficjalnie zatwierdzonego herbu; jego wygląd i używanie nie były chronione prawnie. Mayor (burmistrz) miasta John Gilligan wraz z City Council (Radą Miasta) wystąpili z wnioskiem do Chief Herald of Ireland (Głównego Herolda Irlandii) o oficjalne zatwierdzenie herbu w obecnej formie ze względu na jego wiekowe używanie.
Oficjalna uroczystość uznania herbu odbyła się 28 maja 2009 w miejskim ratuszu. Oficjalną mowę w językach irlandzkim i angielskim wygłosił  Fergus Gillespie, Główny Herold Irlandii. Tekst uchwały Rady Miasta został spisany w obydwóch językach na pergaminie.
Oficjalnie zatwierdzona wersja herbu dostępna jest na stronie Limerick Co-Ordination Office.